# 正しい哺乳類
『正しい哺乳類』（ただしいほにゅうるい）は日本のロック・バンドフラワーカンパニーズが2025年1月22日に発表した20枚目のスタジオ・アルバムである。

## 概要
前作『ネイキッド!』から約2年半振りにリリースされるアルバムで、ライブ会場・通販のみで発売されていた「アメジスト」やライブで先行披露されていた「ラッコ！ラッコ！ラッコ！」等が収録されている。
2024年12月25日に収録曲「ラッコ！ラッコ！ラッコ！」が各音楽配信サービスにて配信開始、併せてミュージック・ビデオも公開された。
2025年1月22日のCD発売に合わせ各音楽配信サイトでの配信も開始された。

## 収録内容

### 通常盤 (CD)
| 全作詞・作曲: 鈴木圭介、全編曲: フラワーカンパニーズ。 |                              |          |            |      |
| #                                                      | タイトル                     | 作詞     | 作曲・編曲 | 時間 |
| 1.                                                     | 「ラッコ！ラッコ！ラッコ！」 | 鈴木圭介 | 鈴木圭介   | 3:00 |
| 2.                                                     | 「アイデンティティ」         | 鈴木圭介 | 鈴木圭介   | 3:22 |
| 3.                                                     | 「ラー・ブルース」           | 鈴木圭介 | 鈴木圭介   | 2:28 |
| 4.                                                     | 「アメジスト」               | 鈴木圭介 | 鈴木圭介   | 4:13 |
| 5.                                                     | 「少年卓球」                 | 鈴木圭介 | 鈴木圭介   | 3:30 |
| 6.                                                     | 「疑問符の歌」               | 鈴木圭介 | 鈴木圭介   | 3:53 |
| 7.                                                     | 「モノローグでもの申す」     | 鈴木圭介 | 鈴木圭介   | 3:57 |
| 8.                                                     | 「I & You & He & She」       | 鈴木圭介 | 鈴木圭介   | 3:33 |
| 9.                                                     | 「ミント」                   | 鈴木圭介 | 鈴木圭介   | 4:04 |
| 10.                                                    | 「星のブルペン」             | 鈴木圭介 | 鈴木圭介   | 4:41 |
| 11.                                                    | 「愛の間の間」               | 鈴木圭介 | 鈴木圭介   | 5:01 |
| 合計時間:                                              | 合計時間:                    | 41:42    |            |      |

### ヤングフラワーズ限定盤特典DVD
- ヤンフラデラックス Part.9《ヤンフラ・ロックンロール大会》 at 下北沢CLUB Que 2024年12月1日

## 演奏
- 鈴木圭介 - ボーカル
- グレートマエカワ - ベース
- 竹安堅一 - ギター
- ミスター小西 - ドラムス